# Christina Tchen
Christina M. Tchen, detta Tina (cinese tradizionale: 陳遠美; cinese semplificato: 陈远美; pinyin: Chén Yuǎnměi; Columbus, 25 gennaio 1956), è una politica e avvocato statunitense, di origini cinesi, attuale Direttrice dell'Ufficio per l'Impegno Pubblico alla Casa Bianca.